# Khūnkār
Khūnkār (persiska: خونكار) är en ort i Iran.   Den ligger i provinsen Chahar Mahal och Bakhtiari, i den centrala delen av landet, 400 km söder om huvudstaden Teheran. Khūnkār ligger 2 561 meter över havet och antalet invånare är 260.
Terrängen runt Khūnkār är huvudsakligen kuperad, men åt sydväst är den bergig.Runt Khūnkār är det ganska glesbefolkat, med 42 invånare per kvadratkilometer. Närmaste större samhälle är Bābā Ḩeydar, 12,4 km sydost om Khūnkār. Trakten runt Khūnkār består i huvudsak av gräsmarker.